# Regió eclesiàstica Sardenya

Situació de Sardenya a Itàlia

La regió eclesiàstica Sardenya és una de les setze regions eclesiàstiques en les que està dividit el territori de l'Església catòlica a Itàlia. El seu territori es correspon al de la regió administrativa Sardenya de la República Italiana.

## La regió eclesiàstica avui

### Estadístiques
Superfície en km²: 24.090

Habitants: 1.639.942

Parròquies: 618

Arquebisbats metropolitans de la Província eclesiàstica: 3

Arquebisbat metropolità de Càller (3 sufragànies: Bisbat d'Esglésies, Bisbat de Lanusei, Bisbat de Nuoro)

Arquebisbat metropolità d'Oristany (1 sufragània: Bisbat de Ales-Terralba)

Arquebisbat metropolità de Sàsser (3 sufragànies: Bisbat d'Alger-Bosa, Bisbat de Ozieri, Bisbat de Tempio-Ampurias)

Nombre de sacerdots seculars: 840

Nombre de sacerdots regulars: 274

Nombre de diaques permanents: 70

### Sotsdivisions
Aquesta regió ecclesiàstica està composta per 10 diòcesis, repartides:
- Arquebisbat de Càller, metropolità, que té com a sufragànies
  - Bisbat d'Esglésies
  - Bisbat de Lanusei
  - Bisbat de Nuoro

- Arquebisbat d'Oristany metropolità, que té com a sufragània
  - Bisbat d'Ales-Terralba

- Arquebisbat de Sàsser metropolità, que té com a sufragànies
  - Bisbat de l'Alguer-Bosa
  - Bisbat d'Ozieri
  - Bisbat de Tempio-Ampurias

### Conferència episcopal Sarda
- President: Arrigo Miglio, arquebisbe de Càller
- Vicepresident: Paolo Atzei, arquebisbe de Sàsser
- Secretari: Sebastiano Sanguinetti, bisbe de Tempio-Ampurias i administrador apostòlic d'Ozieri

## Diòcesis sardes suprimides
- Bisbat de Bisarcio
- Bisbat de Castro de Sardenya
- Bisbat de Dolia
- Bisbat de Fordongianus
- Bisbat d'Ottana
- Bisbat de Ploaghe
- Bisbat de Santa Giusta
- Bisbat de Sorres
- Bisbat de Suelli
- Bisbat de Sulci
- Bisbat de Tharros